# Rybianka
Rybianka – wieś w Polsce położona w województwie mazowieckim, w powiecie szydłowieckim, w gminie Szydłowiec. Ma status sołectwa. Bezpośrednio graniczy z Szydłowcem, Pawłowem i Długoszem
Sołectwo Rybianka obejmuje miejscowości: Rybianka, Długosz i Marywil
Prywatna wieś szlachecka Rybienka, położona była w drugiej połowie XVI wieku w powiecie radomskim województwa sandomierskiego. W latach 1975–1998 miejscowość administracyjnie należała do województwa radomskiego.
Wierni Kościoła rzymskokatolickiego należą do parafii św. Zygmunta w Szydłowcu.